# Protofilaria furcata
Protofilaria furcata ist eine in der in der Brusthöhle bei Säugetieren parasitierende Art der Filarien. Die Erstbeschreibung basiert auf einem Fund beim Roten Vari im Zoo von Kalkutta. Sie ist die einzige Art in der Gattung Protofilaria.

## Merkmale

### Gattung
Protofilaria ist schlank, zylindrisch und sich an den Enden verjüngend. Die Kutikula ist ohne Streifung oder sonstige Ornamentierung. Der Kopf ist stumpf abgerundet und ohne Lippen und Papillen. Die kleine Mundröhre führt wenige Mikrometer hinter dem Vorderende in den einfachen, zylindrischen, 0,8 bis 1 mm langen Ösophagus. Der Schwanz der Weibchen ist kurz, mit einer vertikalen Spalte, die ihn in zwei kurze Lappen teilt. Der Anus liegt am vorderen Ende dieser Spalte. Die Vulva liegt nahe dem Hinterende des Ösophagus. Die Geschlechtsorgane sind paarig, Weibchen vivipar. Das Hinterende der Männchen ist gewunden, der kurze konische Schwanz hat weder Flügel noch Papillen. Die beiden Spicula sind sehr unterschiedlich, eins löffelförmig, das andere mit stumpfer Spitze.

### Art
Männchen sind 13 bis 15 mm lang mit einem Maximaldurchmesser von 150 µm. Der Kopf hat einen Durchmesser von 73 bis 75 µm. Der Ösophagus ist 790 bis 850 µm lang. Der Nervenring liegt 240 bis 260 µm hinter dem Vorderende. Der konische Schwanz ist 85 bis 90 µm lang und auf Höhe der Kloake etwa 75 µm breit, seine Spitze etwa 10 µm. Das rechte, trogartige Spiculum ist gekrümmt, 70 µm lang und endet in einer stumpfen Spitze. Das linke trogförmige Spiculum ist am Ursprung an den Seiten eingerollt und erweitert sich zum Ende hin zu einer gekrümmte löffelartigen Form. Es ist 115 µm lang und 12 bis 13 µm dick. Die Körperwand innerhalb der Kutikula am Schwanzende ist undeutlich aufgefingert, Papillen sind aber nicht vorhanden.
Weibchen sind 29 bis 30 mm lang und maximal ca. 325 bis 330 µm dick. Der Kopf hat einen Durchmesser von etwa 95 µm. Der Ösophagus ist etwa 980 µm lang. Der Nervenring liegt 260 µm hinter dem  Vorderende. Der Schwanz verjüngt sich auf den letzten 1,5 Millimetern und hat am Ende einen Durchmesser von 145 µm. Er weist eine Einkerbung auf, die von der Rückenseite bis zur Bauchseite reicht. Die Vulva liegt etwa 1,4 mm hinter dem Vorderende. Die beiden Uteri und Eierstöcke erstrecken sich nach hinten und enden wenige Mikrometer vor dem Schwanzende. Die Uteri sind mit geschlüpften Larven gefüllt.